# Chikkamagaluru (Distrikt)
Der Distrikt Chikkamagaluru (Kannada: ಚಿಕ್ಕಮಗಳೂರು ಜಿಲ್ಲೆ), vor 2014 Chikmagalur, ist ein Distrikt des indischen Bundesstaates Karnataka. Verwaltungszentrum ist die namensgebende Stadt Chikkamagaluru (Chikmagalur).

## Geografie

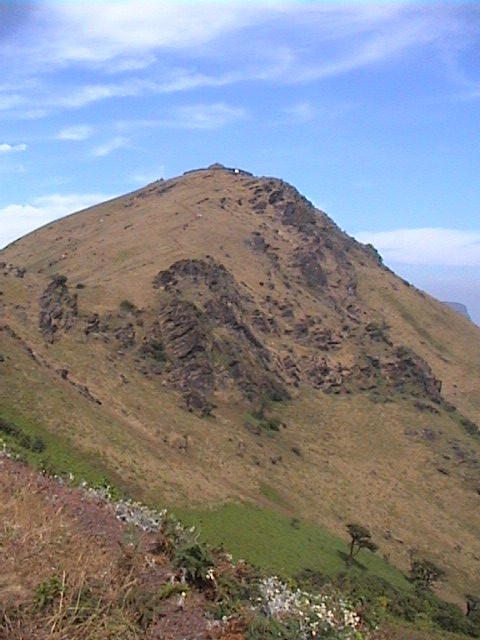
Gipfel des Mullayanagiri

Der Distrikt Chikkamagaluru liegt im Binnenland in der Südhälfte Karnatakas. Nachbardistrikte sind Shivamogga und Davanagere im Norden, Chitradurga im Nordosten, Hassan im Südosten, Dakshina Kannada im Süden und Udupi im Westen.
Die Fläche des Distrikts Chikkamagaluru beträgt 7.202 Quadratkilometer. Dabei hat der Distrikt hat Anteil an zwei landschaftlichen Großräumen: Ein kleinerer Teil im Osten gehört zur historischen Region Maidan, dem zu Karnataka gehörigen Teil des Hochlands von Dekkan, und stellt sich als sanft hügelige Hochebene dar. Der Rest des Distrikts gehört zur Bergregion Malnad und wird von den Westghats eingenommen, die den Dekkan zur Westküste hin abgrenzen. Nördlich der Stadt Chikkamagaluru ragt mit den Baba-Budan-Berge ein Ausläufer der Westghats in das Dekkan-Plateau hinein. Hier befindet sich mit dem Mullayanagiri (1930 Meter) der höchste Berg Karnatakas. Den Bergen entspringen zahlreiche Flussläufe, darunter der Tunga und der Bhadra, die beiden Quellflüsse des Tungabhadra.
Der Distrikt Chikkamagaluru ist in die sieben Taluks Chikkamagaluru, Kadur, Tarikere, Mudigere, Koppa, Narasimharajapura und Sringeri unterteilt.

## Geschichte
Während der britischen Kolonialzeit war der heutige Distrikt Chikkamagaluru nach der Stadt Kadur als Distrikt Kadur bekannt und gehörte zum Fürstenstaat Mysore. Ab dem Jahr 1886 blieben die äußeren Distriktgrenzen unverändert. Nach der indischen Unabhängigkeit kam der Distrikt 1956 im Zuge des States Reorganisation Act zu dem nach den Sprachgrenzen des Kannada neu geschaffenen Bundesstaat Mysore (seit 1973 Karnataka) und wurde dabei in „Distrikt Chikmagalur“ umbenannt. Seit 2014 heißt er „Distrikt Chikkamagaluru“.

## Bevölkerung

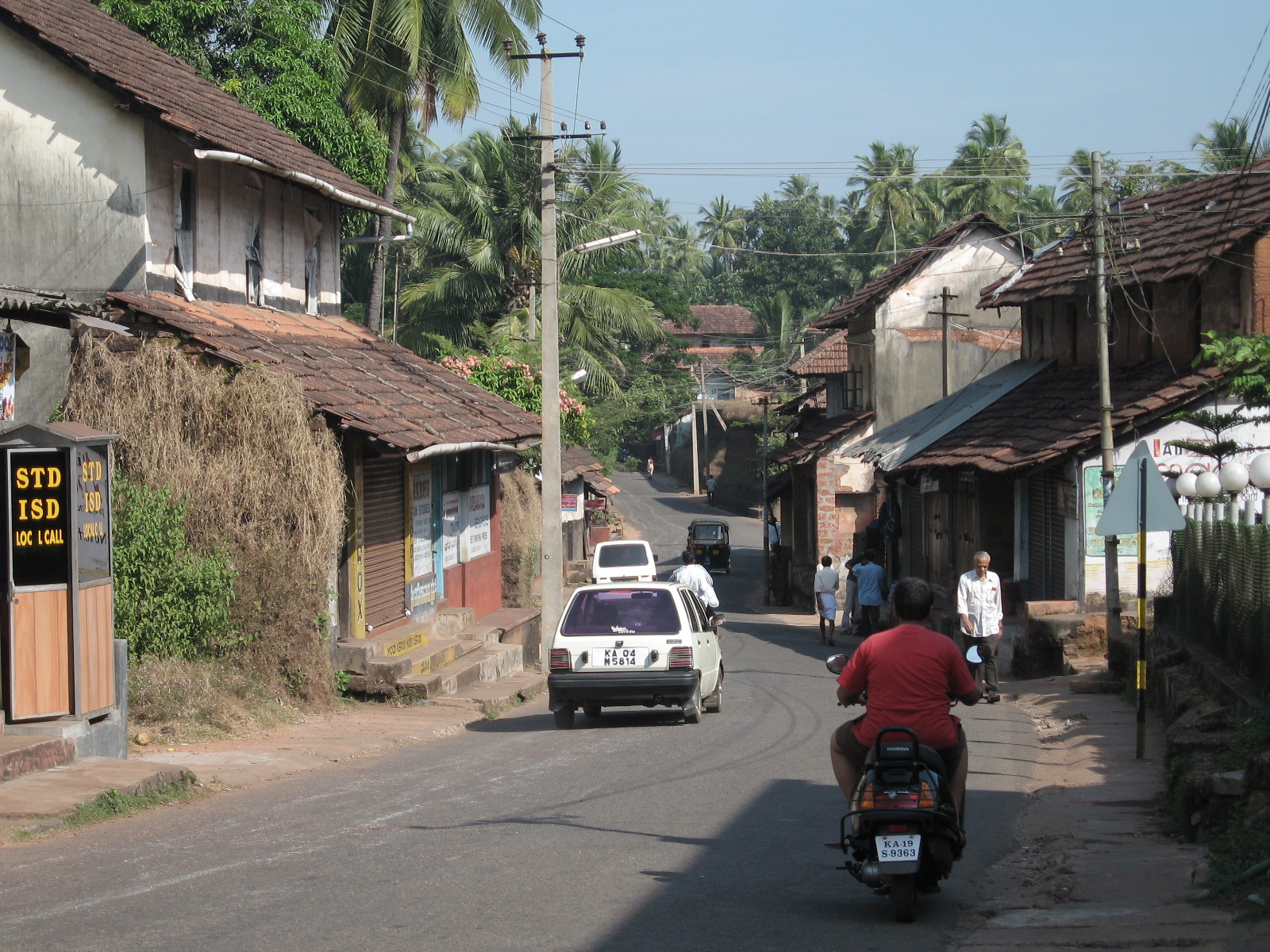
Straßenszene in einem Dorf der Malnad-Region

Bei der indischen Volkszählung 2011 hatte der Distrikt Chikkamagaluru 1.137.961 Einwohner. Auffällig ist die stagnierende Bevölkerungsentwicklung: Im Vergleich zur letzten Volkszählung 2001 schrumpfte die Einwohnerzahl um 0,28 Prozent, während die Einwohnerzahl des Bundesstaats Karnataka im gleichen Zeitraum um 17,5 Prozent wuchs. Der Distrikt Chikkamagaluru ist deutlich ländlich geprägt: Nur 21,0 Prozent der Bevölkerung lebten 2011 in Städten. Der Urbanisierungsgrad war damit deutlich niedriger als der Mittelwert des Bundesstaates (38,6 Prozent). Die Bevölkerungsdichte gehörte mit 158 Einwohnern pro Quadratkilometer zu den niedrigsten Karnatakas und lag deutlich unter dem Durchschnitt des Bundesstaates (319 Einwohner pro Quadratkilometer). Die Alphabetisierungsquote lag mit 79,2 Prozent über dem Mittelwert Karnatakas (76,1 Prozent).
Unter den Einwohnern des Distrikts stellten nach der Volkszählung 2011 Hindus mit 88,3 Prozent die Mehrheit. Zum Islam bekannten sich 8,9 Prozent der Bevölkerung. Daneben gab es eine kleine christliche Minderheit von 2,4 Prozent.

## Wirtschaft

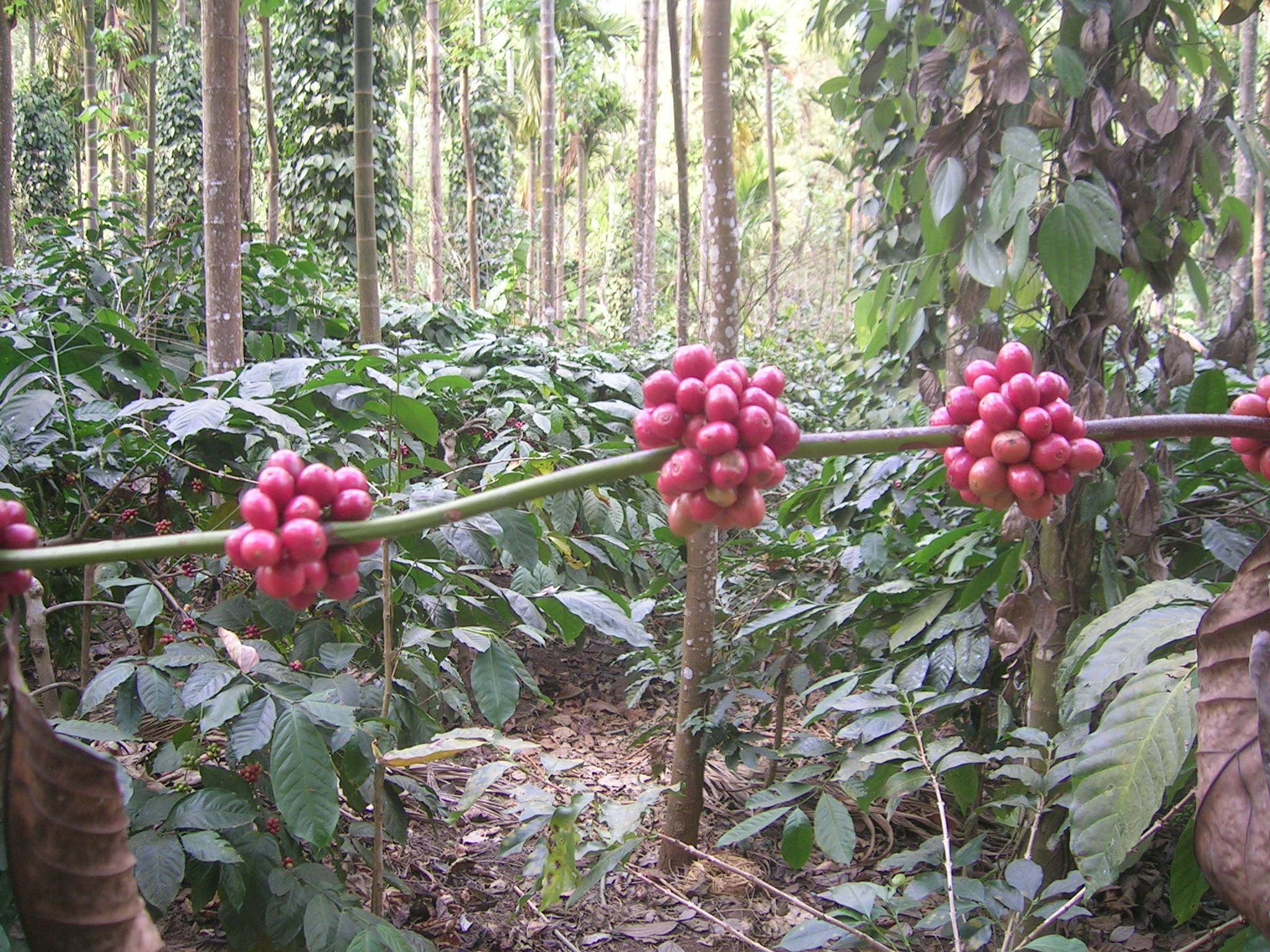
Kaffeepflanzen in einer Plantage im Distrikt Chikkamagaluru

Der Distrikt Chikkamagaluru ist ein Zentrum des Kaffeeanbaus in Indien. Der Legende zufolge soll der Sufi-Heilige Baba Budan im 17. Jahrhundert den Kaffeeanbau in Indien eingeführt haben, die ersten Kaffeebohnen vom Haddsch mitgebracht und bei seiner Einsiedelei in den nach ihm benannten Baba-Budan-Bergen gepflanzt haben. Während der Kolonialzeit wurden in den Bergen des Distrikts Chikkamagaluru großflächige Kaffeeplantagen angelegt. Heute wird in dem Distrikt auf knapp 70.000 Hektar Kaffee angebaut.

## Städte
| Stadt             | Einwohner (2001) |
| ----------------- | ---------------- |
| Birur             | 22.601           |
| Chikkamagaluru    | 101.022          |
| Kadur             | 30.802           |
| Koppa             | 5.115            |
| Kudremukh         | 8.095            |
| Mudigere          | 8.962            |
| Narasimharajapura | 7.441            |
| Sringeri          | 4.253            |
| Tarikere          | 34.073           |